# Фінал туру ATP 2019, одиночний розряд
 Торішній чемпіон Александр Зверєв програв Домініку Тіму у півфіналі. 
Стефанос Ціціпас виграв титул, перемігши у фіналі Тіма, 6–7 (6–8), 6–2, 7–6 (7–4). Лише вчетверте і вперше з 2005 року чемпіон Фіналу ATP визначився у фінальному сеті. Ціціпас також дебютував у турнірі разом з Данилом Медведєвим та Маттео Берреттіні. 
Рафаель Надаль забезпечив ATP одиночний рейтинг №1 на кінець року  в п'ятий раз після того, як Новак Джокович вибув під час групового етапу. 

## Сіяні гравці
01.    Рафаель Надаль (Груповий етап)
02.    Новак Джокович (Груповий етап)
03.    Роджер Федерер (Півфінал)
04.    Данило Медведєв (Груповий етап)
05.    Домінік Тім (Фінал) 
06.    Стефанос Ціціпас (Переможець)
07.    Александр Зверєв (Півфінал)
08.    Маттео Берреттіні (Груповий етап)

## Запасні
01.    Роберто Баутіста Аґут (Не грав)
02.    Гаель Монфіс (Не грав)

## Сітка

### Фінал
|  | Півфінал | Півфінал         | Півфінал    | Півфінал | Півфінал |    |                  | Фінал | Фінал | Фінал | Фінал | Фінал |
|  |          |                  |             |          |          |    |                  |       |       |       |       |       |
|  | 6        | Стефанос Ціціпас | 6           | 6        |          |    |                  |       |       |       |       |       |
|  | 3        | Роджер Федерер   | 3           | 4        |          |    |                  |       |       |       |       |       |
|  | 3        | Роджер Федерер   | 3           | 4        |          | 6  | Стефанос Ціціпас | 6     | 6     | 7     |       |       |
|  |          |                  |             |          |          | 6  | Стефанос Ціціпас | 6     | 6     | 7     |       |       |
|  |          | 5                | Домінік Тім | 78       | 2        | 64 |                  |       |       |       |       |       |
|  | 5        | 5                | Домінік Тім | 78       | 2        | 64 | Домінік Тім      | 7     | 6     |       |       |       |
|  | 5        |                  |             |          |          |    | Домінік Тім      | 7     | 6     |       |       |       |
|  | 7        | Александр Зверєв | 5           | 3        |          |    |                  |       |       |       |       |       |

### ГрупаАндре Агассі
|   |                  | Надаль                  | Медведєв                | Ціціпас            | Зверєв        | ГР В–П | Сет В–П   | Гра В–П     | Місце |
| 1 | Рафаель Надаль   |                         | 6–7(3–7), 6–3, 7–6(7–4) | 6–7(4–7), 6–4, 7−5 | 2–6, 4–6      | 2–1    | 4–4 (50%) | 44–44 (50%) | 3     |
| 4 | Данило Медведєв  | 7–6(7–3), 3–6, 6–7(4–7) |                         | 6–7(5–7), 4–6      | 4–6, 6–7(4–7) | 0–3    | 1–6 (14%) | 36–45 (44%) | 4     |
| 6 | Стефанос Ціціпас | 7–6(7–4), 4–6, 5−7      | 7–6(7–5), 6–4           |                    | 6–3, 6–2      | 2–1    | 5–2 (71%) | 41–34 (55%) | 1     |
| 7 | Александр Зверєв | 6–2, 6–4                | 6–4, 7–6(7–4)           | 3–6, 2–6           |               | 2–1    | 4–2 (67%) | 30–28 (52%) | 2     |

### ГрупаБ'єрн Борг
|   |                   | Джокович                | Федерер       | Тім                     | Берреттіні    | ГР В–П | Сет В–П   | Гра В–П     | Місце |
| 2 | Новак Джокович    |                         | 4–6, 3–6      | 7–6(7–5), 3–6, 6–7(5–7) | 6–2, 6–1      | 1–2    | 3–4 (43%) | 35–34 (51%) | 3     |
| 3 | Роджер Федерер    | 6–4, 6–3                |               | 5–7, 5–7                | 7–6(7–2), 6–3 | 2–1    | 4–2 (67%) | 35–30 (54%) | 2     |
| 5 | Домінік Тім       | 6–7(5–7), 6–3, 7–6(7–5) | 7–5, 7–5      |                         | 6–7(3–7), 3–6 | 2–1    | 4–3 (57%) | 42–39 (52%) | 1     |
| 8 | Маттео Берреттіні | 2–6, 1–6                | 6–7(2–7), 3–6 | 7–6(7–3), 6–3           |               | 1–2    | 2–4 (33%) | 25–34 (42%) | 4     |

Турнірна таблиця визначається: 1) кількістю виграшів; 2) кількість матчів; 3) у випвдку двох гравців: за двосторонньою зустрічю; 4) у випвдку двох гравців: гравець, який провів менш як три гри, вибуває автоматично, а з двох інших далі проходить той, що переміг в особистій зустрічі; найбільший відсоток виграних сетів; найбільший відсоток виграних геймів; місце в рейтингу АТР після останнього турніру календарного сезону АТР-туру.
5) Рейтинг ATP 